# Instant Karma: The Amnesty International Campaign to Save Darfur
Instant Karma: The Amnesty International Campaign to Save Darfur – kompilacja utworów Johna Lennona wykonanych przez różnych artystów dla wsparcia kampanii Amnesty International, której celem jest zażegnanie kryzysu w Darfurze. Zarówno album jak i cała kampania są częścią ogólnoświatowego projektu tej organizacji „Make Some Noise”.

## Wydanie
Prawa do piosenek Lennona oraz gaże za publikację tych nagrań zostały przekazane dla Amnesty International przez Yoko Ono. Amnesty International użyła ich do rozpoczęcia projektu „Make Some Noise”, który później doprowadził do stworzenia dodatkowej kampanii „Instant Karma”.
Album ten ma spożytkować siłę muzyki Lennona do zainspirowania nowego pokolenia aktywistów, które powinno walczyć o prawa człowieka.
"To świetnie, że dzięki tej kampanii, muzyka która jest tak dobrze znana dla wielu ludzi mojej epoki, zostanie również przyjęta przez całkiem nowe pokolenie” - mówi Ono. „Muzyka Johna miała za zadanie inspirować do zmian i do ubiegania się o ochronę praw człowieka - naprawdę możemy sprawić, że świat stanie się lepszym miejscem."
Larry Cox, dyrektor wykonawczy Amnesty International U.S.A. dodaje: „Znamy potęgę muzyki do jednoczenia i inspirowania ludzi. W konflikcie w Darfurze zginęły już setki tysięcy, miliony zostały wygnane ze swoich spalonych wiosek, a gwałty stosowane były jako zwyczajna taktyka, dlatego świat potrzebuje masowe mobilizacji, aby domagać się odpowiednich działań i sprawiedliwości. Gorliwa chęć Johna Lennona do tego, abyśmy wyobrażali sobie bezpieczniejszy świat połączona z wprawą organizacji Amnesty International w dążeniu do sprawiedliwości - oto dwa główne składniki kampanii „Instant Karma”. Pozwala ona na to, aby zwykli ludzie mieli szansę ratowania życia innych–uważamy, John byłby dumny z tego pomysłu.
"John Lennon nie był jedynie słynnym Beatlesem, był sumieniem społecznym swojego pokolenia” - mówi Jeff Ayeroff, jeden z producentów albumu. „Poprzez ponowne interpretowanie i przedstawianie jego muzyki nowemu pokoleniu, udaje nam się naświecić światło w ciemności zalegającej w Darfurze. Dar Yoko Ono, która podarowała muzykę Johna (którego dzieła zwracają uwagę na ból i niesprawiedliwość na świecie) dla Amnesty International, jest prawdziwą latarnią światła. Mówimy po prostu: dajcie szansę pokojowi."
Dochody ze sprzedaży CD i utworów w internecie zasilą organizację Amnesty International i jej kampanię, której celem jest skupienie uwagi i mobilizacja aktywizmu wokół katastrofy w Darfurze i innych kryzysów praw człowieka.
W USA album został wydany 12, a w Wielkiej Brytanii 25 czerwca 2007.

## Wydanie amerykańskie

### Dysk I
| #  | Tytuł                                 | Wykonawca                                              | Producent                                     | Czas |
| -- | ------------------------------------- | ------------------------------------------------------ | --------------------------------------------- | ---- |
| 1  | „Instant Karma!”                      | U2                                                     | Tal Herzberg oraz Larry Mullen Jr. & The Edge | 3:14 |
| 2  | „#9 Dream”                            | R.E.M.                                                 | David Barbe & R.E.M.                          | 4:38 |
| 3  | „Mother”                              | Christina Aguilera (gościnnie Bigelf)                  | Linda Perry                                   | 4:48 |
| 4  | „Give Peace a Chance”                 | Aerosmith (gościnnie Sierra Leone's Refugee All Stars) | Marti Frederiksen                             | 4:35 |
| 5  | „Cold Turkey”                         | Lenny Kravitz                                          | Lenny Kravitz                                 | 4:43 |
| 6  | „Whatever Gets You Through the Night” | Los Lonely Boys                                        | Los Lonely Boys                               | 3:35 |
| 7  | „I'm Losing You”                      | Corinne Bailey Rae                                     | Steve Chrisanthou                             | 4:01 |
| 8  | „Gimme Some Truth”                    | Jakob Dylan (gościnnie Dhani Harrison)                 | Tony Berg                                     | 3:53 |
| 9  | „Oh, My Love”                         | Jackson Browne                                         | Jackson Browne                                | 2:39 |
| 10 | „Imagine”                             | Avril Lavigne                                          | Butch Walker                                  | 3:12 |
| 11 | „Nobody Told Me”                      | Big & Rich                                             | Adam Shoenfeld                                | 3:30 |
| 12 | „Jealous Guy”                         | Youssou N’Dour                                         | Prince N’Dour                                 | 3:59 |

### Dysk II
| #  | Tytuł                       | Wykonawca                                   | Producent                                        | Czas |
| -- | --------------------------- | ------------------------------------------- | ------------------------------------------------ | ---- |
| 1  | „Working Class Hero”        | Green Day                                   | Green Day                                        | 4:24 |
| 2  | „Power to the People”       | The Black Eyed Peas                         | Will.I.Am                                        | 3:35 |
| 3  | „Imagine”                   | Jack Johnson                                | Jack Johnson & Robert Carranza                   | 3:40 |
| 4  | „Beautiful Boy”             | Ben Harper                                  | Ben Harper                                       | 3:48 |
| 5  | „Isolation”                 | Snow Patrol                                 | Garrett „Jacknife” Lee                           | 2:36 |
| 6  | „Watching the Wheels”       | Matisyahu                                   | David Kahne                                      | 3:19 |
| 7  | „Grow Old With Me”          | The Postal Service                          | Jimmy Tamborello & Benjamin Gibbard              | 2:30 |
| 8  | „Gimme Some Truth”          | Jaguares                                    | Saúl Hernández, Alfonso André & Adrian Belew     | 3:08 |
| 9  | „(Just Like) Starting Over” | The Flaming Lips                            | The Flaming Lips                                 | 3:36 |
| 10 | „God”                       | Jack’s Mannequin (gościnnie Mick Fleetwood) | Jim Writ, Andrew McMahon & Robert „Raw” Anderson | 4:20 |
| 11 | „Real Love”                 | Regina Spektor                              | Regina Spektor & Joe Mendelson                   | 3:57 |

### Dodatkowe utwory dostępne w edycji sklepu Borders
(Only available on the special edition of the album courtesy of Borders on Disc Two)
| #  | Tytuł                      | Wykonawca       | Czas |
| -- | -------------------------- | --------------- | ---- |
| 12 | „Imagine”                  | Willie Nelson   | 3:33 |
| 13 | „Happy Xmas (War Is Over)” | Angelique Kidjo | 3:04 |

### Dodatkowe utwory dostępne w formacie cyfrowym na iTunes
(Dostępne jedynie do ściągnięcia z rozszerzonej edycji albumu iTunes)
| #  | Tytuł                   | Wykonawca            | Czas |
| -- | ----------------------- | -------------------- | ---- |
| 1  | „Instant Karma!”        | Duran Duran          | 3:56 |
| 2  | „Jealous Guy”           | Deftones             | 4:07 |
| 3  | „Mind Games”            | Gavin Rossdale       | 4:13 |
| 4  | „Oh, My Love”           | Yellowcard           | 3:20 |
| 5  | „Crippled Inside”       | Widespread Panic     | 4:06 |
| 6  | „Borrowed Time”         | O.A.R.               | 5:55 |
| 7  | „Woman”                 | Ben Jelen            | 3:41 |
| 8  | „Imagine”               | Me’shell Ndegeocello | 3:16 |
| 9  | „Well Well Well”        | Rocky Dawuni         | 5:00 |
| 10 | „Mother”                | Emmanuel Jal         | 6:03 |
| 11 | „I Don't Wanna Face It” | The Fab Faux         | 2:49 |

Wszystkie utwory napisane przez Lennona z wyjątkiem „Oh, My Love” i „Happy Xmas (War Is Over)” - napisane przez duet Lennon/Ono

## Wydanie międzynarodowe

### Dysk I
| #  | Tytuł                 | Wykonawca                                              | Producent                                     | Czas |
| -- | --------------------- | ------------------------------------------------------ | --------------------------------------------- | ---- |
| 1  | „Instant Karma!”      | U2                                                     | Tal Herzberg oraz Larry Mullen Jr. & The Edge | 3:14 |
| 2  | „#9 Dream”            | R.E.M.                                                 | David Barbe & R.E.M.                          | 4:38 |
| 3  | „Mother”              | Christina Aguilera (gościnnie Bigelf)                  | Linda Perry                                   | 4:48 |
| 4  | „Give Peace a Chance” | Aerosmith (gościnnie Sierra Leone's Refugee All Stars) | Marti Frederiksen                             | 4:35 |
| 5  | „Cold Turkey”         | Lenny Kravitz                                          | Lenny Kravitz                                 | 4:43 |
| 6  | „Love”                | The Cure                                               | The Cure                                      | 3:35 |
| 7  | „I'm Losing You”      | Corinne Bailey Rae                                     | Steve Chrisanthou                             | 4:01 |
| 8  | „Gimme Some Truth”    | Jakob Dylan (gościnnie Dhani Harrison)                 | Tony Berg                                     | 3:53 |
| 9  | „Oh, My Love”         | Jackson Browne                                         | Jackson Browne                                | 2:39 |
| 10 | „One Day At A Time”   | The Raveonettes                                        | Richard Gottehrer                             | 3:22 |
| 11 | „Imagine”             | Avril Lavigne                                          | Butch Walker                                  | 3:12 |
| 12 | „Nobody Told Me”      | Big & Rich                                             | Adam Shoenfeld                                | 3:30 |
| 13 | „Mind Games”          | Eskimo Joe                                             | Matt Lovell, Eskimo Joe                       | 4:04 |
| 14 | „Jealous Guy”         | Youssou N’Dour                                         | Prince N’Dour                                 | 3:59 |

### Dysk II
| #  | Tytuł                       | Wykonawca                                   | Producent                                         | Czas |
| -- | --------------------------- | ------------------------------------------- | ------------------------------------------------- | ---- |
| 1  | „Working Class Hero”        | Green Day                                   | Green Day                                         | 4:24 |
| 2  | „Power to the People”       | The Black Eyed Peas                         | Will.I.Am                                         | 3:35 |
| 3  | „Imagine”                   | Jack Johnson                                | Jack Johnson & Robert Carranza                    | 3:40 |
| 4  | „Beautiful Boy”             | Ben Harper                                  | Ben Harper                                        | 3:48 |
| 5  | „Isolation”                 | Snow Patrol                                 | Garrett „Jacknife” Lee                            | 2:36 |
| 6  | „Watching the Wheels”       | Matisyahu                                   | David Kahne                                       | 3:19 |
| 7  | „Grow Old With Me”          | The Postal Service                          | Jimmy Tamborello & Benjamin Gibbard               | 2:30 |
| 8  | „Gimme Some Truth”          | Jaguares                                    | Saúl Hernández, Alfonso André & Adrian Belew      | 3:08 |
| 9  | „(Just Like) Starting Over” | The Flaming Lips                            | The Flaming Lips                                  | 3:36 |
| 10 | „God”                       | Jack’s Mannequin (gościnnie Mick Fleetwood) | Jim Writ, Andrew McMahon & Robert „Raw” Anderson  | 4:20 |
| 11 | „Instant Karma!”            | Duran Duran                                 | Duran Duran and Paul Logus                        | 3:55 |
| 12 | „#9 Dream”                  | a-ha                                        | a-ha                                              | 4:06 |
| 13 | „Instant Karma!”            | Tokio Hotel                                 | Dave Roth, Peter Hoffman, Pat Benzer & David Jost | 3:09 |
| 14 | „Real Love”                 | Regina Spektor                              | Regina Spektor & Joe Mendelson                    | 3:57 |

## Inne Covery
Ponad 50 artystów wzięło udział w kampanii „Instant Karma” będącej częścią programu Amnesty International „Make Some Noise” prowadzonego na całym świecie. Niektóre z tych coverów dostępnych jest do ściągnięcia na stronie programu Make Some Noise i nie pojawią się one na albumie.
Covery te obejmują (w kolejności daty wydania):
- „#9 Dream” – A-ha
- „Love” – The Cure
- „Happy Xmas (War is Over)” – Maroon 5
- „Jealous Guy” – k-os
- „Instant Karma!” – Tokio Hotel
- „Working Class Hero” – Racoon
- „Mind Games” – MIA.
- „Power to the People” - DJ Emjay & the Atari Babies
- „Hold On” – DobaCaracol
- „Oh Yoko!” – Barenaked Ladies
- „Instant Karma!” – The Sheer
- „Whatever Gets You thru the Night” – Les Trois Accords
- „Give Peace a Chance” - Puppetmastaz (gościnnie Angie Reed)
- „Watching the Wheels” – David Usher
- „Instant Karma!” – The Waking Eyes
- „Look at Me” – Finger Eleven
- „Love” – Audrey De Montigny
- „Imagine” - AfroReggae
- „One Day at a Time” – The Raveonettes

Kolejne utwory mają być wydawane w formie cyfrowej w najbliższych miesiącach.